# Nowe Horyzonty

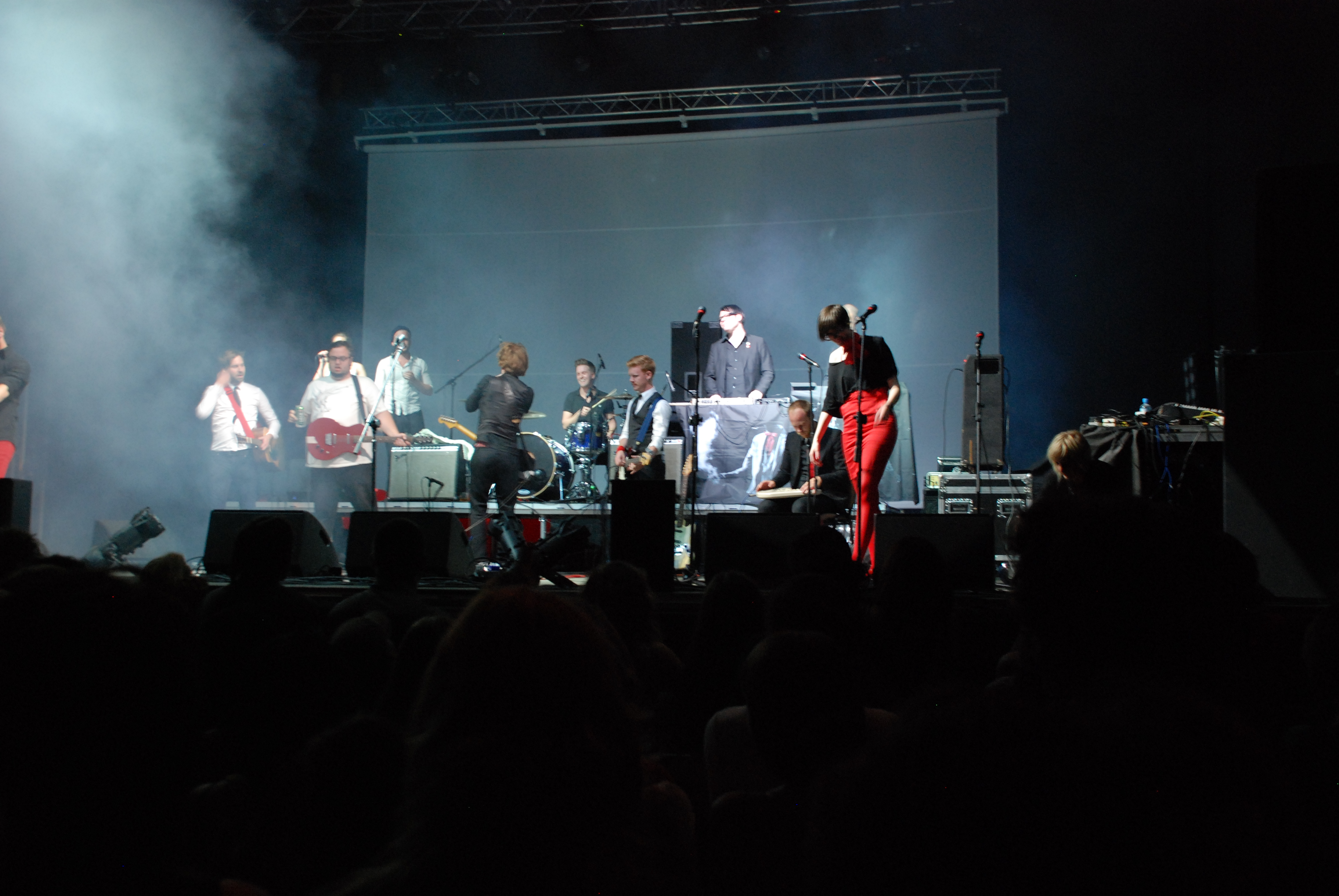
Programmausschnitt aus 2009

Nowe Horyzonty ist ein Filmfestival, das jedes Jahr im Juni in Wrocław in Polen stattfindet. Es ist auch unter dem englischen Namen New Horizons Film Festival bekannt.

## Geschichte
Es ist das größte polnische Filmfestival. Die erste Auflage fand in Sanok statt, zwischen 2002 und 2005 in Cieszyn und seit 2006 findet es in Breslau statt.
Die wichtigsten Sponsoren sind der Mobilfunkanbieter T-Mobile und die Stadt Breslau.
Der Grundgedanke ist, künstlerisches und unkonventionelles Kino zu präsentieren. Gründer und Direktor des Festivals ist Roman Gutek. Mit der Organisation des Festivals beschäftigen sich das Unternehmen Gutek Film und der Verein Stowarzyszenie Nowe Horyzonty. Das Festival ist Mitglied der FIAPF (Fédération Internationale des Associations de Producteurs de Films). Die Organisation des Festivals wird unterstützt durch das Programm Media Plus der Europäischen Union.

## Wettbewerbe
Im Rahmen des Festivals finden verschiedene Wettbewerbe statt:
- internationaler Wettbewerb New Horizons: Das Publikum wählt einen Sieger. Der zweite Gewinner wird von einer Jury ausgewählt und bekommt den Grand Prix und einen Geldpreis (20.000 Euro im Jahr 2011). Der dritte ist ein FIRPRESCI-Sieger. Alle Filme erhalten von Gutek Film eine Garantie des Filmverleihs in Polen.
- internationaler Wettbewerb Filme über Kunst: Eine internationale Jury vergibt einen Geldpreis (10.000 Euro im Jahr 2011) und eine Garantie des Filmverleihs in Polen.
- Wettbewerb Neue Polnische Filme: Der Sieger bekommt den Breslauer Filmpreis vom Präsidenten von Breslau (25.000 Euro). Es gibt auch einen Preis für das beste Debüt eines Regisseurs (10.000 Euro) vom Woiwodschaftsmarschall Niederschlesiens.
- Wettbewerb Polnische Kurzfilme
- Wettbewerb Europäische Kurzfilme

## Festivalprogramm
2001
- Eröffnung des Festivals: “Cisza”, Regie: Michał Rosa; Bilder von Iran; Neue Horizonte; amerikanischer Independentfilm, Veranstaltungen der Saison, Neues Polnisches Kino, Konferenz “Mitteleuropa Selbstporträt”, Entdeckung, Kunst von Dokument
- Abschluss des Festivals: “Requiem for a dream” Regie: Darren Aronofsky

2002
- Eröffnung des Festivals: “Hable con ella”, Regie: Pedro Almodóvar; Wettbewerb Neue Horizonte, Spezielle Vorführung; Spezielle Vorführung von Stummfilmen mit Live-Musik, Asiatisches Kino, Filme von Takeshi Kitano, Veranstaltungen von anderen Festivals, Saison 2001/2002; Retrospektive von Pier Paolo Pasolini, amerikanisches Independentkino: Andy Warhol, Meine Filme: Maria Janion, Filme von Kurt Weber, Romanverfilmungen von Astrid Lindgren, Dokumentarfilme von Ewa Pytka, Filme von Aleksander Sokurow, Ost von West – Dokumentarfilme, TV-Theater – europäisches Psychodrama
- Abschluss des Festivals: “No Man’s Land” von Denis Tanovic

2003
- Eröffnung des Festivals: “Dogville”, Regie: Lars von Trier; Wettbewerb Neue Horizonte; Spezielle Vorführung; Französische Revolutionen, amerikanisches Independentkino; Dokumente/Essays – bei der Suche nach dem Sinn, Dokumente/Essays – Kino Lektionen, Derek Jarman – Porträt eines Einzelgängers; Filme von Shinya Tsukamoto, Yasujiro Ozu – zum hundertsten Jahrestag seiner Geburt; lateinamerikanisches Kino, Filmkunst – Vorträge von Professor Jerzy Wójcik; Wim Mertens – Musik von Bilder; Spezielle Vorführung von Stummfilme mit Live-Musik; Filme von Stanisław Jędryka, Film-Panorama 2002/2003, Kino von Martin Sulik; Kino, Theater und Tanz – Bewegung, Geste und Expression; Zeit für Dokumente; Dokumentarfilme von Canal+, Filme von Michał und Elżbieta Nekanda-Trepka; Reportage von TVP Katowice;
- Abschluss des Festivals: “Swimming Pool”, Regie: Francois Ozon

2004
- Eröffnung des Festivals: “La mala educacion”, Regie: Pedro Almodóvar; Wettbewerb Neue Horizonte; Panorama von Weltkino; Korea Entdeckung; Cremaster von Matthew Barney; Verrückte Nächte, Retrospektive von Michelangelo Antonioni; Retrospektive von Kazimierz Kutz, Retrospektive von Béla Tarr; Dokumente/Essays;
- Krakauer Filmfestival: die Gewinner, Saison 2003/2004, Filme von Franciszek Dzida; Kieślowski – Entdeckung nach Jahren; 55 Jahre der polnischen Zeichentrickfilme; Kunst der Dokumentarfilme; “Metropolis” von Fritz Lang mit Live-Musik
- Abschluss des Festivals: “Zivot je cudo”, Regie: Emir Kusturica

2005
- Eröffnung des Festivals:”L’enfant”, Regie:Jean-Pierre and Luc Dardenne; Wettbewerb Neue Horizonte; Dokumentarfilme Wettbewerb; Zeichentrickfilme Wettbewerb; Panorama -spezielle Veranstaltungen; Panorama – die Meister; Panorama – Entdeckungen, Perspektiven
- Richtung Indien: Das goldene Zeitalter, Bollywood, Auteur-Kino; Verrückte Nächte – Takashi Miike, lateinamerikanisches Kino, Retrospektive von Rainer Werner Fassbinder, Retrospektive von Gábor Bódy, Retrospektive von Edward Żebrowski; Wajdas Filmklassiker, Saison 2004/2005; Kunst von Dokumentarfilmen; Dokumente/Essays; Meredith Monk; Moviemento; Debüte der Kattowitz-Filmschule
- Abschluss des Festivals: “Maderlay” von Lars von Trier

2006
- Eröffnung des Festivals: “Volver” von Pedro Almodóvar; Wettbewerb Neue Horizonte; Wettbewerb Neue Polnische Filme; Wettbewerb Neue Polnische Dokumentarfilme und Zeichentrickfilme; Spezielle Veranstaltungen; Panorama des zeitgenössischen Kinos – die Meisters; Panorama von zeitgenössischen Kino – die Entdeckung; Neues Argentinisches Kino; Verrückte Nächte – Bollywood; Saison 2005/2006; Retrospektive von Agnès Varda; Retrospektive von Zoltan Huszarik; Retrospektive von Sergiei Paradschanow; Filme über Paradschanow; Retrospektive von Ingmar Bergman; Retrospektive von Stanisław Lenartowicz, Retrospektive von Marian Marzyński; Trilogie von Lech Kowalski
- In memoriam: Andrzej Brzozowski; Buch inspirierte Film; Spezielle Vorführung von Stummfilme mit Live-Musik; Kunst von Dokumentarfilme; Retrospektive von Dusan Hanak; Die beste Filme von Etiuda&Anima Festival; TVP Kultura Filme; Statys Eidrigevicius – Porträt; Europe in shorts 11; Breslauer Independentkino; 30 Min. Programm; Filme der Andrzej-Wajda-Filmschule
- Schluss des Festivals: “The Wind that shakes the barley”, Regie: Ken Loach

2007
- Eröffnung des Festivals: “4 luni, 3 săptămâni și 2 zile”, Regie: Cristian Mungiu; Wettbewerb Neue Horizonte; Wettbewerb Neue Polnische Filme; Wettbewerb Neue Polnische Kurzfilme; Panorama von zeitgenössischen Kino – die Meister und die Entdeckung; Veranstaltungen am Markt; australisches Kino – neue Filme und australische Neue Welle; Dokumente/Essays; Verrückte Nächte; Saison 2006/2007; Retrospektive von Hal Hartley; Retrospektive von Federico Fellini; 50 Jahre der Polnischen Filmschule
- Retrospektive: Zbigniew Cybulski, Julian Józef Antonisz; Kurzfilme; Tanzkino
- spezielle Veranstaltungen: “Le sang d’un poète”, Regie: Jean Cocteau mit Harmonie Band Live-Musik und “La passion de Jeanne d’Arc” von Carl Theodor Dreyer mit Hillard Ensemble/Harmonie Band Live-Musik
- Schluss des Festivals: “Control”, Regie: Anton Corbijn

2008
- Eröffnung des Festivals: “Cztery noce z Anną”, Regie: Jerzy Skolimowski; Wettbewerb Neue Horizonte; Wettbewerb Neue Polnische Kurzfilme; Neue Polnische Dokumentarfilme und Zeichentrickfilme; Panorama vom zeitgenössischen Kino – die Meister und die Entdeckung; Veranstaltungen am Markt; Neuseeländisches Kino; Brasilianisches Kino; Dokumentarfilme; Kurzfilme; Dokumente/Essays; Filme über Musik; Verrückte Nächte – Dario Argento; Saison 2007/2008; Retrospektive von Theo Angelopoulos; Retrospektive von Terence Davies; Retrospektive von Vincent Ward; Retrospektive von Witold Leszczyński; Retrospektive von Andrzej Żuławski; Retrospektive von Piotr Łazarkiewicz; Retrospektive von Aleksander Sroczyński; Federico Fellini: Beilage; Welt nach den beiden Seiten der Kamera; Weltpremiere von Filmoper von Tibor Szemzo “Csoma”; “Chelovek s kino-apparatom” Regie: Dziga Vertov mit Live-Musik von Michael Nyman Ban
- Schluss des Festivals: “Le silence de Lorna”, Regie: Jean-Pierre und Luc Dardenne

2009
- Eröffnung des Festivals: “Das weiße Band – Eine deutsche Kindergeschichte”, Regie: Michael Haneke; Wettbewerb Neue Horizonte; Wettbewerb Filme über Kunst; Wettbewerb Neue Polnische Filme, Wettbewerb Neue Polnische Kurzfilme; Wettbewerb europäische Kurzfilme; Panorama; spezielle Veranstaltungen; Dokumente/Essays; Die dritte Auge; Verrückte Nächte – australisches Kino ozploitation; schwedisches Kino; kanadisches Kino; Retrospektive von Guy Maddin; Retrospektive von Tsai Ming-Liang; Retrospektive von Jennifer Reeves; Retrospektive von Krzysztof Zanussi; Retrospektive von Piotr Dumała; 60 Jahre WFDiF; Von Roman Polański zu…
- Neue Horizonte von Filmsprache: Montage; Saison 2008/2009; Stillfilme mit Live-Musik; Veranstaltungen am Markt
- Ausstellungen: Erotic Space von Tsai Ming-Liang, Na kolana, tchórze! von Guy Maddin
- Regie: Bergman von Bengt Wanselius; Walka, miłość i praca von Piotr Dumała, Traktat o obrazie von Zbigniew Rybczyński
- Schluss des Festivals: “Serafina” von Martin Provost

2010
- Eröffnung des Festivals: “Des hommes et des dieux”, Regie: Xavier Beuvois; Wettbewerb Neue Horizonte; Wettbewerb Filmen über Kunst; Wettbewerb Neue Polnische Filme; Wettbewerb Polnische Kurzfilme; Wettbewerb europäische Kurzfilme; Panorama; spezielle Veranstaltungen; Dokumente/Essays; Die dritte Auge; Verrückte Nächte – Phillipe Mora, Samurai-Kino; türkisches Kino
- Neues turkisches Kino: Zeki Demirkubuz; Retrospektive von Jean-Luc Goddard; Retrospektive von Brothers Quay, Retrospektive von Klaus Maria Brandauer; Retrospektive von Laura Mulvey; Retrospektive von Wojciech Jerzy Has; Retrospektive von Daniel Szczechura, Neue Horizonte von Filmsprache, Saison 2009/2010; Veranstaltungen am Markt
- Schluss des Festivals: “Tetro”, Regie: Francis Ford Coppola